# Zoedia divisa
Zoedia divisa är en skalbaggsart som beskrevs av Francis Polkinghorne Pascoe 1862. Zoedia divisa ingår i släktet Zoedia och familjen långhorningar. Inga underarter finns listade i Catalogue of Life.